# Preaechmina
Preaechmina is een geslacht van uitgestorven kreeftachtigen uit de klasse van de Ostracoda (mosselkreeftjes).

## Soort
- Preaechmina jiangshanensis Shu, 1990 †